# Chřibská přehrada
Chřibská přehrada je přehradní nádrž na horním toku Chřibské Kamenice, 2 km jihovýchodně od Horní Chřibské na katastrálním území obce Rybniště v okrese Děčín, 1 km západně od skalnatého vrchu Malý Stožec v Lužických horách.

## Historie a popis stavby
Přehrada byla vybudována v letech 1912 až 1924 jako retardační nádrž pro povodňové vlny, později sloužila též k rekreaci. Od roku 1977 slouží jako rezervoár pitné vody, proto jsou zde koupání a jiné druhy rekreačních aktivit zakázány. Plocha přehradní nádrže činí 13 ha, hloubka dosahuje až 20 m, nádrž obsahuje přes 1,06 miliónů m³ vody. Hráz přehrady je vysoká 26 m. V patě je široká 107 m a v koruně 6 m, délka koruny hráze je 189 m. Objem přehradní hráze činí přes 170 tisíc m³, prochází jí výpustní štola vysoká 2 m.

## Hydrologické údaje
Vodní nádrž shromažďuje vodu z povodí o rozloze 6,28 km², ve kterém je dlouhodobý roční průměr srážek 920 milimetrů. Průměrný roční průtok je 0,07 m³/s a neškodný odtok dosahuje 2,5 m³/s.
| N             | 1   | 5   | 10  | 50   | 100  |
| ------------- | --- | --- | --- | ---- | ---- |
| Průtok (m³/s) | 1,6 | 5,0 | 6,9 | 13,4 | 17,7 |

## Přístup
K přehradní hrázi vede odbočka z místní komunikace, která je spojnicí mezi Horní Chřibskou a železniční stanicí Chřibská na trati z Jedlové do Rumburka. Z opačné strany po asfaltované lesní silničce, na mapách označované jako Přehradní cesta, která vede do Chřibské od Hraničního a Jedlovských rybníků, není přístup veřejnosti povolen, neboť tato cesta prochází ochranným vodním pásmem.

## Galerie

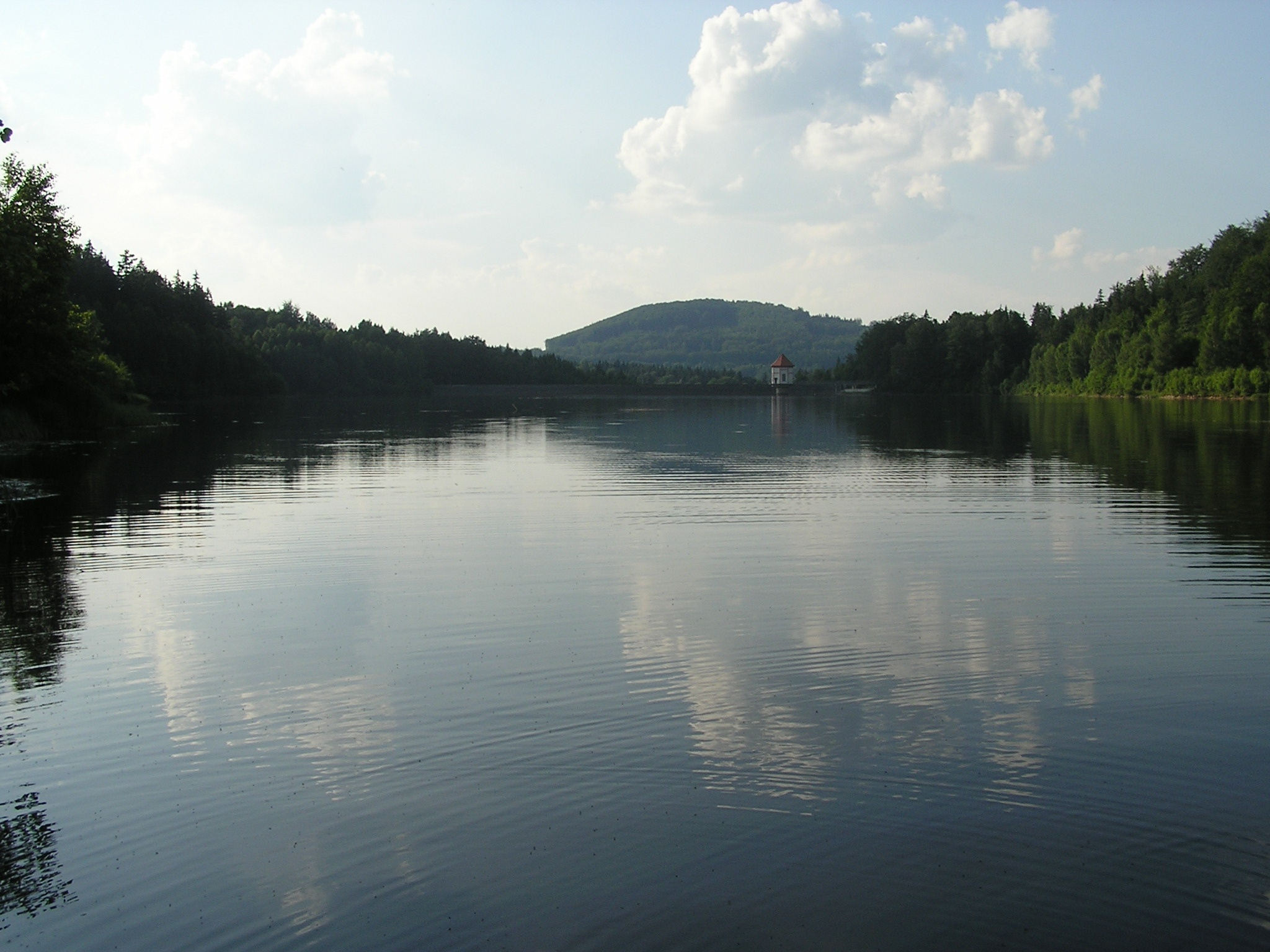
Chřibská přehrada
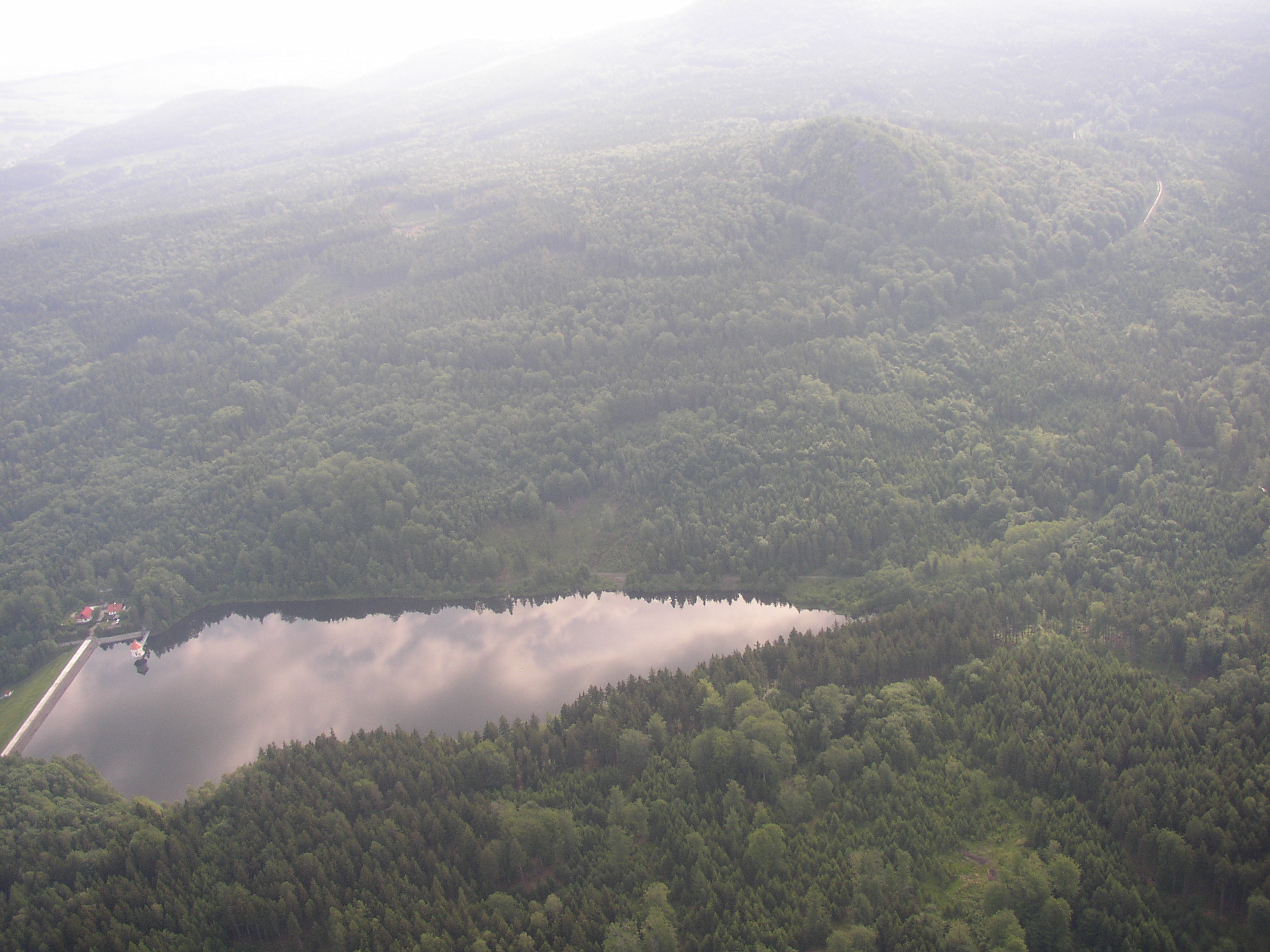
Letecký snímek Chřibské přehrady, v pozadí Malý Stožec
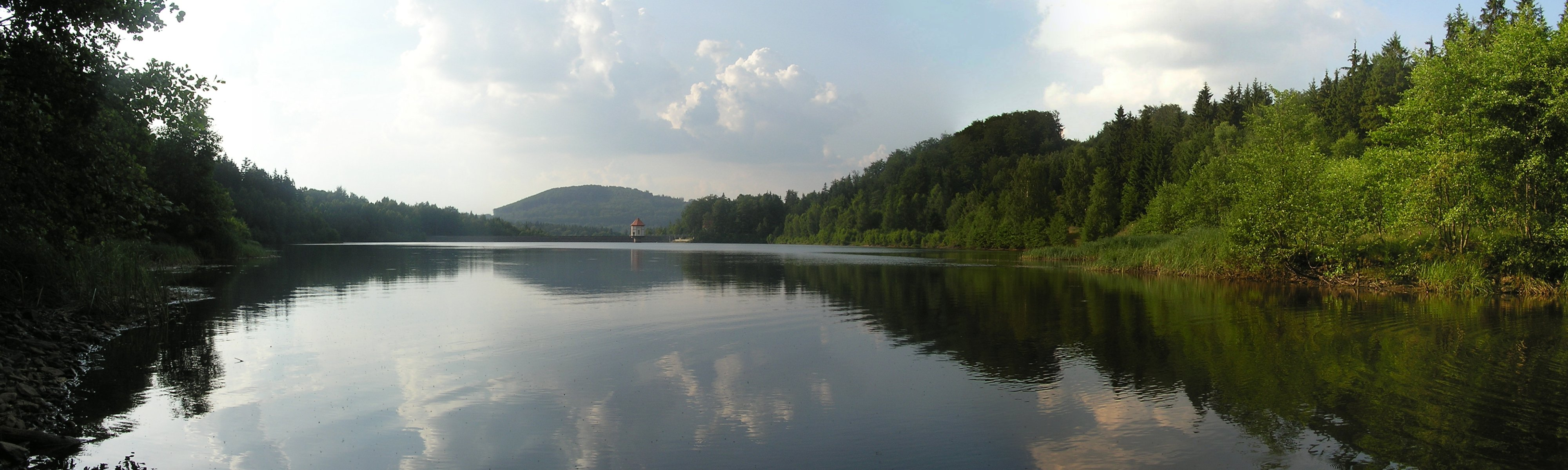
Pohled z jihozápadního břehu Chřibské přehrady směrem k hrázi a vrchu Plešivec
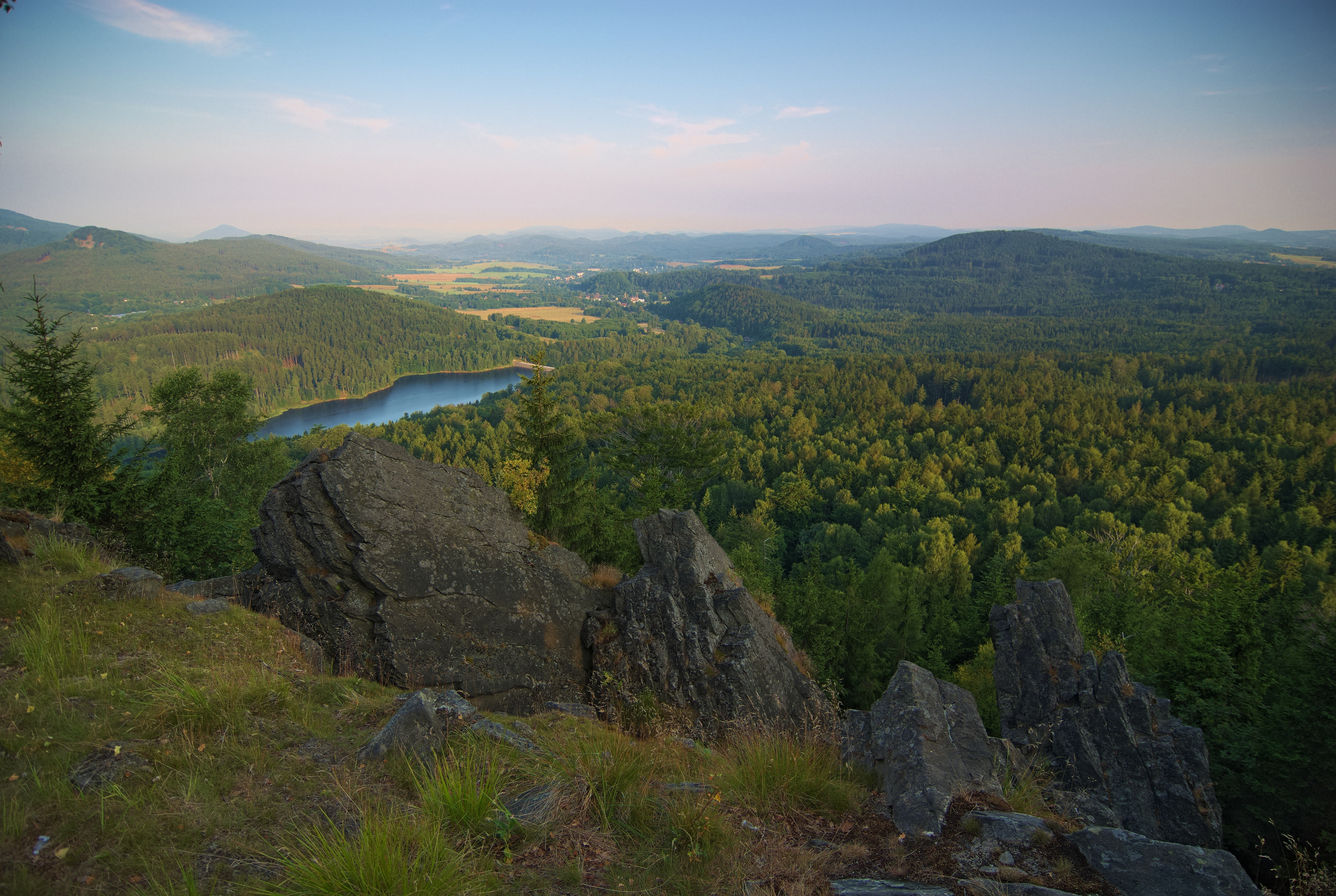
Pohled na přehradu z vrcholu Malého Stožce